# Shirozua melpomene
Shirozua melpomene is een vlinder uit de familie van de Lycaenidae. De wetenschappelijke naam van de soort werd als Dipsas melpomene in 1890 gepubliceerd door Leech.